# Cymothoe lucasii
Cymothoe lucasii är en fjärilsart som beskrevs av Doumet 1859. Cymothoe lucasii ingår i släktet Cymothoe och familjen praktfjärilar. Inga underarter finns listade i Catalogue of Life.